# Woodend (Nouvelle-Zélande)
Pour les articles homonymes, voir Woodend.
Woodend est une petite localité du district du Waimakariri, située dans la région de Canterbury dans l’Île du Sud de la Nouvelle-Zélande.

## Toponymie
Elle est dénommée d’après l'identité de l'un des premiers colons de Nouvelle-Zélande, Thomas Woodend.

## Situation
Elle se situe à 25 km au nord du centre de Christchurch, de part et d'autre des fleuves Waimakariri et Ashley.

## Population
La ville avait une population de 4 550 habitants en juin 2023. 
C’est une petite ville satellite de Christchurch. 63 % des employés résidant à Woodend travaillent en fait à Christchurch.

## Éducation
Woodend School est la seule école de la banlieue de Woodend. C’est une école d'état, d'enseignement du primaire et mixte avec un taux de décile de 8 et un effectif de 308 élèves en mars 2018.

## Résidents notables
- Anton Cooper (né en 1994), Champion du monde de cross-country espoirs 2015[3].